# Europese kampioenschappen judo 1957

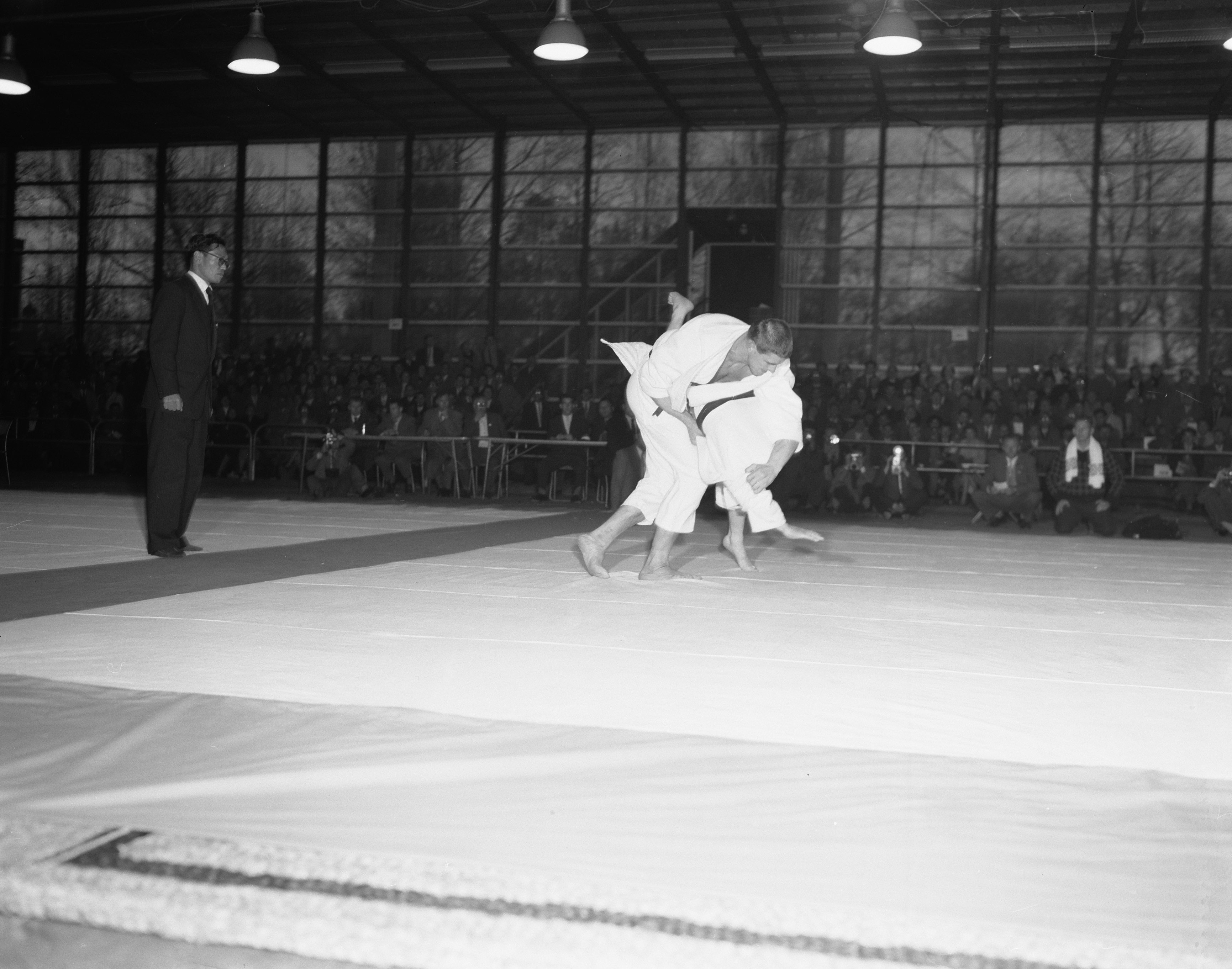
Anton Geesink in gevecht met de Franse judoka Bernard Pariset tijdens het EK van 1957.

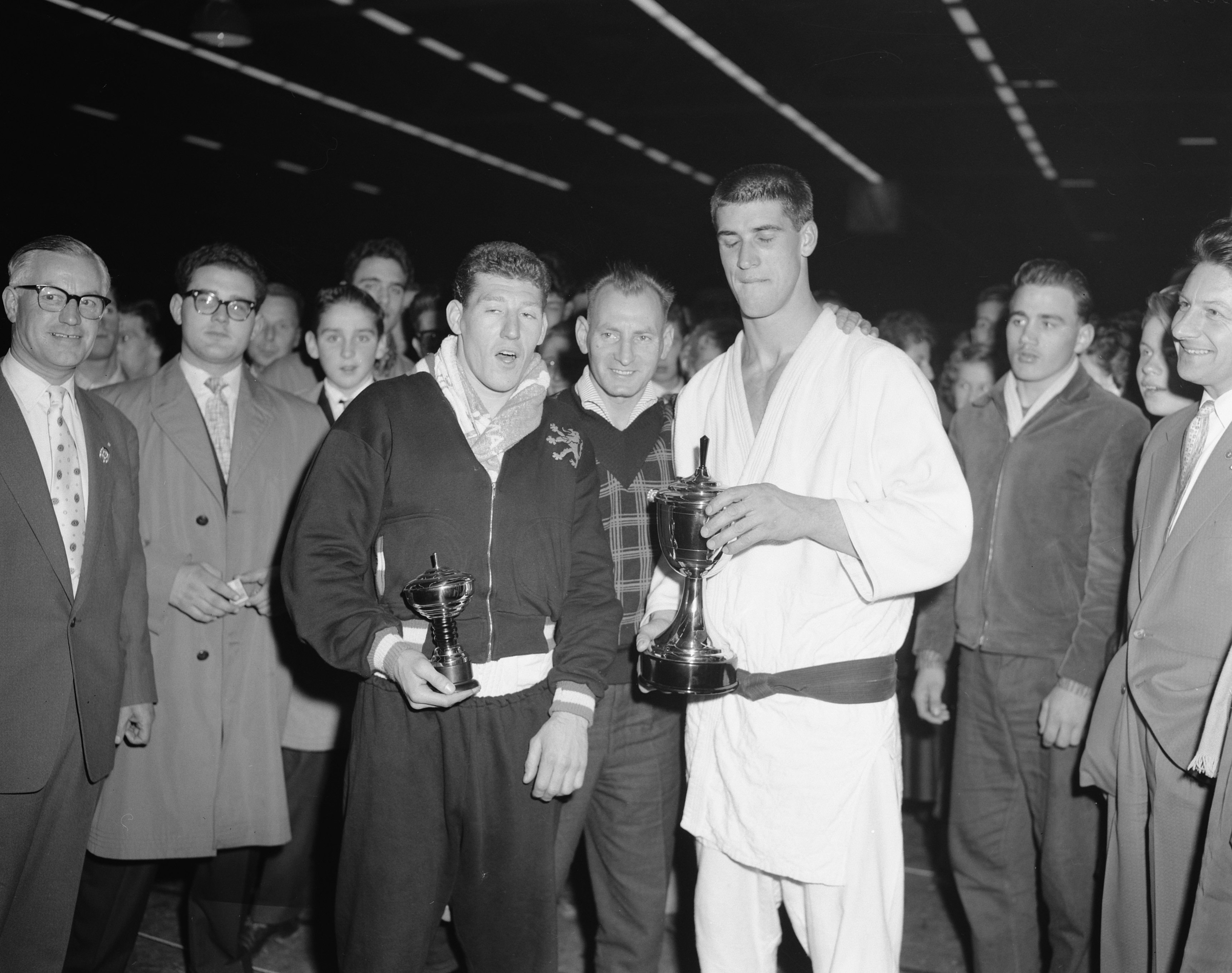
Anton Geesink tijdens het EK van 1957.

De Europese kampioenschappen judo 1957 werden op 10 november 1957 gehouden in Rotterdam, Nederland. De wedstrijden vonden plaats in de Energiehal.

## Resultaten
| Onderdeel | Goud            | Zilver            | Brons                              |
| --------- | --------------- | ----------------- | ---------------------------------- |
| 1e dan    | John Newman     | Marcel Nottola    | Leopold Pisin Jo Dirks             |
| 2e dan    | Franz Sinek     | Alan Petherbridge | Cor de Waal Jean Begaux            |
| 3e dan    | Daniel Outelet  | Walter Reiter     | Robert Dazzi Tonny Wagenaar        |
| 4e dan    | Anton Geesink   | Henri Courtine    | Robert Picard                      |
| – 68kg    | Koos Bonte      | Guy Lample        | Désiré Durieux Jan de Waal         |
| – 80kg    | Pierre Rigal    | Hein Essink       | Michel Franceschi Werner Steinbeck |
| + 80kg    | Nicola Tempesta | Etienne Nemer     | Jo Dirks Jiri Masin                |
| Open      | Anton Geesink   | Bernard Pariset   | Charles Palmer Gerhard Alpers      |

## Medailleklassement
| Plaats | Land                     | Goud | Zilver | Brons | Totaal |
| 1      | Nederland                | 3    | 1      | 5     | 9      |
| 2      | Frankrijk                | 1    | 5      | 3     | 9      |
| 3      | Bondsrepubliek Duitsland | 1    | 1      | 2     | 4      |
| 4      | Verenigd Koninkrijk      | 1    | 1      | 1     | 3      |
| 5      | België                   | 1    | 0      | 2     | 3      |
| 6      | Italië                   | 1    | 0      | 0     | 1      |
| 7      | Tsjecho-Slowakije        | 0    | 0      | 2     | 2      |
| Totaal | Totaal                   | 8    | 8      | 15    | 31     |